# IC 2228
IC 2228 је појединачна звијезда у сазвјежђу Рак која се налази на листи објеката дубоког неба у Индекс каталогу.
Деклинација објекта је + 8° 1' 33" а ректасцензија 8h 7m 5,4s.